# ルツィエ・ミュールシュタイノバ
ルツィエ・ミュールシュタイノバ（Lucie Mühlsteinová、女性、1984年10月15日 - ）は、チェコのバレーボール選手。ポジションはセッター。元チェコ代表。

## 来歴
2009年、チェコ代表に初選出される。同年の世界選手権2010欧州大陸予選で代表デビューした。2010年、日本で開催された世界選手権では正セッターとしてチームを牽引した。
2011年、欧州選手権で8位となり、2012年のヨーロッパリーグでは金メダルを獲得した。2013-14シーズンはポーランドリーグで優勝を果たした。

## 球歴
- 世界選手権 - 2010年
- 欧州選手権 - 2009年、2011年

## 所属クラブ
- VK Doprastav Bratislava（2007-2008年）
- AZS Białystok（2008-2009年）
- Olympiakos Le Pirée（2009-2010年）
- MKS Dąbrowa Górnicza （2010-2011年）
- AZS Białystok（2011-2012年）
- PSPS Chemik Police（2012-2014年）
- BKS Stal Bielsko-Biała（2014-2015年）
- Telekom Baku（2015-2016年）
- ŁKS Łódź（2016-2019年）
- #VolleyWrocław（2022-）